# Творогов, Олег Викторович
Оле́г Ви́кторович Тво́рогов (11 октября 1928, Ленинград — 24 июня 2015, Санкт-Петербург) — советский и российский литературовед-медиевист, доктор филологических наук (1973), лауреат Государственной премии РФ (1993). Автор работ по истории древнерусской литературы, о русских летописях и переводной литературе Древней Руси; исследователь и издатель памятников древнерусской литературы.

## Биография
Окончил Ленинградский педагогический университет им. А. И. Герцена (1958). Доктор филологических наук (1974). Сотрудник отдела древнерусской литературы ИРЛИ РАН (Пушкинского дома), в 1999—2004 годах исполнял обязанности заведующего отделом.
Кандидатская диссертация «Словарь-комментарий к „Повести временных лет“» (1962), докторская диссертация — «Русские хронографические своды XI—XVI веков» (1973). Участник коллективных трудов «История русской литературы» (1980), «История русской литературы X—XVII веков» (1980; 2-е изд. 1985), «Памятники литературы Древней Руси» (1978—1994), «Библиотека литературы Древней Руси» (с 1997).
Многие публикации и исследования Творогова посвящены Слову о полку Игореве, он является автором одного из переводов «Слова» (1980, новые редакции 1985 и 1987). Автор большой работы по текстологической проблематике первичности (подлинности) памятника «„Слово о полку Игореве“ и „Задонщина“» (1966).
Творогову принадлежит первая полная публикация в СССР «Велесовой книги» (Труды Отдела древнерусской литературы, 1990), сопровождаемая подробным анализом текста, где учёный доказывает, что этот текст создан в недавнем прошлом.
Умер 24 июня 2015 года после болезни.
Похоронен на Смоленском православном кладбище в Санкт-Петербурге.

## Награды и премии
Награждён орденом Дружбы, медалью «За доблестный труд в Великой Отечественной войне 1941—1945 гг.», медалью ордена «За заслуги перед Отечеством» II степени.
Лауреат Государственной премии РФ в области литературы и искусства (1993, как член авторского коллектива серии «Памятники литературы Древней Руси») и премии им. А. А. Шахматова РАН (2009, за монографию «Летописец Еллинский и Римский» в двух томах).

## Некоторые работы
- Древнерусские хронографы. Л.: Наука, 1975.
- Литература Древней Руси. М.: Просвещение, 1981.
- Лексический состав «Повести временных лет»: словоуказатели и частотный словник. Киев, 1984.
- Древняя Русь: события и люди. СПб., 1994, 2-е изд. 2001, 3-е изд. 2018.
- Летописец Еллинский и Римский. Т. 1—2 (СПб., 1999—2001).
- Переводные жития в русской книжности XI—XV вв. Каталог. М.-СПб.: Альянс-Архео, 2008[7].
- Повесть временных лет (Подготовка текста, перевод и комментарии О. В. Творогова) // Библиотека литературы Древней Руси / РАН. ИРЛИ; Под ред. Д. С. Лихачёва, Л. А. Дмитриева, А. А. Алексеева, Н. В. Понырко. СПб. : Наука, 1997. Т. 1 : XI—XII века. (Ипатьевский список «Повести временных лет» на языке оригинала и с синхронным переводом). Электронная версия издания Архивная копия от 5 августа 2021 на Wayback Machine, публикация Института русской литературы (Пушкинский Дом) РАН.
- Словарь книжников и книжности Древней Руси: [в 4 вып.] / Рос. акад. наук, Ин-т рус. лит. (Пушкинский Дом); отв. ред. Д. С. Лихачёв [и др.]. — Л.: Наука, 1987—2017.
  - Вып. : XI — первая половина XIV в. / ред. Д. М. Буланин, О. В. Творогов. — 1987. — 494 с. — Библиогр. доп. к ст.: с. 485—487. — Указ. имен.: с. 491—493.